# Якша (Коми)
Якша — посёлок в Троицко-Печорском районе республики Коми, административный центр сельского поселения Якша.

## География
Посёлок расположен в 126 км от райцентра, на берегу реки Печора, в месте впадения в неё ручьев Якша и Кирша. Абсолютный минимум температуры в Якше составляет -55.5° и был отмечен утром 31 декабря 1978 во время УПВ, что на +2.6° выше Усть-Щугора в то же утро и делает его одним из наиболее низких в Коми, лишь несколько выше Ижмы с -55.9°. Поскольку лето в Якше довольно тёплое, даже теплее, чем в среднем по Коми, абсолютный перепад температур составляет 90.7°.

## Название
Назван по ручью, впадающему в реку Печору в месте расположения посёлка.

## История
С XVI века через эти места пролегал торговый тракт с Камы на Печору. В районе Якши товары грузили на баржи и отправляли вниз по Печоре, в связи с чем со временем возникла Якшинская пристань, а затем и населённый пункт (склады чердынских купцов, несколько домов, часовня). Собственно селение было основано в начале XX века переселенцами из Пермской губернии.
1 июня 1925 года пристань Якша на реке Печоре вместе с поселком Усть-Пожеч (Мамыли) и пристанью Усть-Еловка на реке Березовке переданы из Ныробского района Верхнекамского округа Уральской области в состав автономной области Коми.
В 1976 году Якша и расположенный рядом поселок Якшинский были объединены в поселок Якша.

## Демография
В 1926 году здесь жило 55 человек.
В 1995 году здесь жило 1520 человек.

## Инфраструктура
В поселке расположена администрация Печоро-Илычского заповедника. Здесь же расположена и лосеферма, где проводится один из уникальных экспериментов по одомашниванию лося.